# Víctor Paz Estenssoro

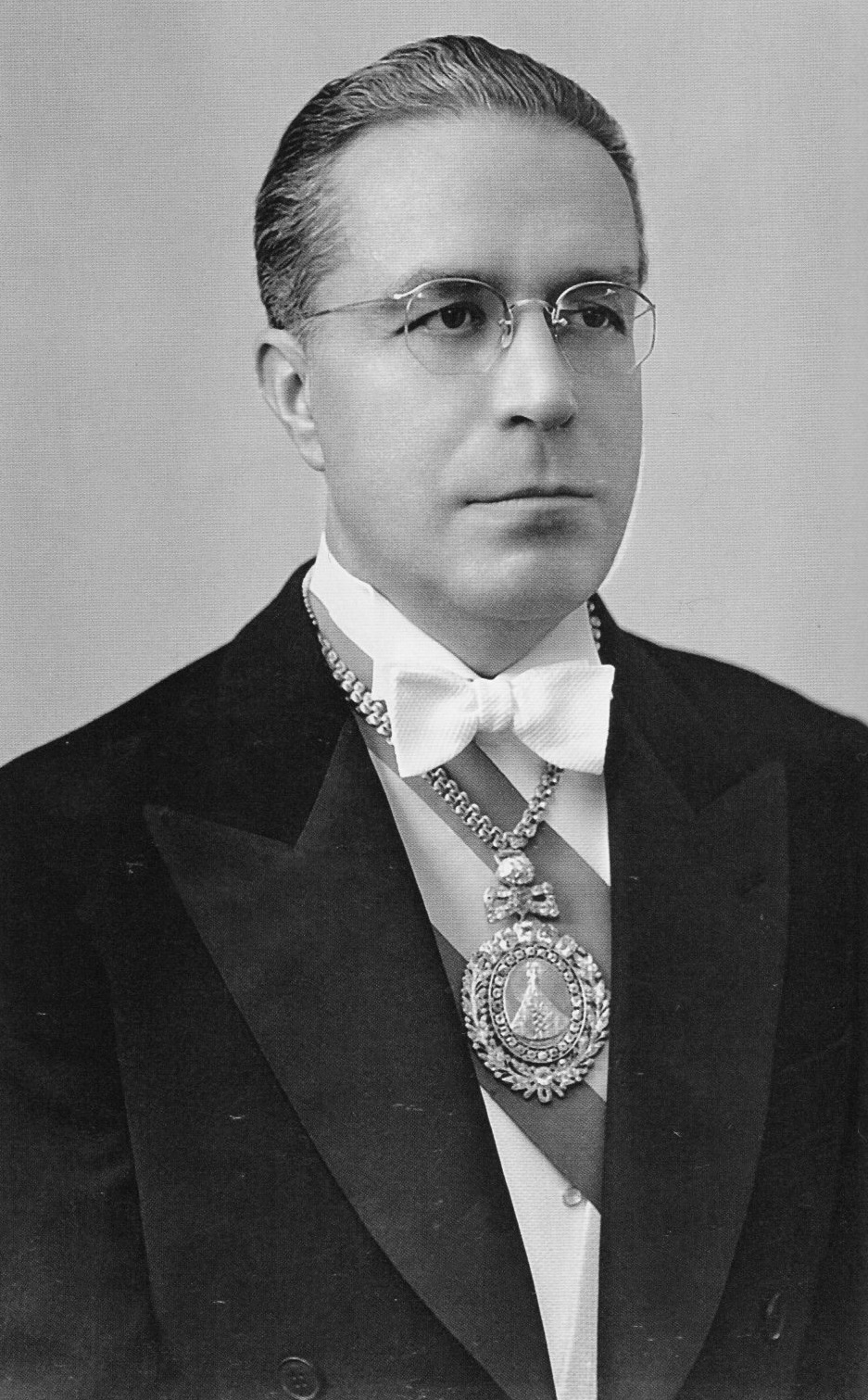
Victor Paz Estenssoro

Ángel Víctor Paz Estenssoro (Tarija, 2 oktober 1907 - aldaar, 7 juni 2001) was een Boliviaans politicus. Hij en Hernán Siles Zuazo vormden de Movimiento Nacionalista Revolucionario (MNR), een centralistische partij. In april 1952 voerde MNR een revolutie in Bolivia aan. Estenssoro was de eerste president in de nieuwe regering. Zijn eerste termijn duurde van 1952 tot 1956. Hij mocht niet worden herkozen en Siles werd president in periode 1956-1960.
Paz werd in 1960 opnieuw verkozen tot president. Op 4 november 1964 werd de MNR regering omvergeworpen door een militaire staatsgreep. Het militaire regime eindigde in 1982. Op dat moment scheidden de politieke wegen van Paz en Siles. Siles volgde een linkse aanpak. In 1982 kwam Siles aan de macht, maar Paz won de presidentsverkiezingen in 1985 en was in 1985-1989 voor de derde keer president.